# De ordine palatii
De ordine palatii (L'Organisation du palais) est un traité en latin écrit en 882 par Hincmar de Reims, archevêque de Reims et conseiller influent de Charles le Chauve, lors de l'accession au trône de Francie occidentale du roi Carloman II. Il y décrit les devoirs du roi ainsi que l'organisation politique et administrative dans l'Empire carolingien dans les premières années du IXe siècle, à l'époque de Charlemagne et de Louis le Pieux.

## Le traité
Hincmar indique s'être inspiré d'un traité du même nom écrit par l'abbé Adalard de Corbie, mort en 826, maire du palais de l'empereur Charlemagne et tuteur puis conseiller de Pépin, roi d'Italie ; ce document n'a pas survécu.
Le traité, écrit « pour l'instruction du roi et la restauration de la paix dans l'église et le royaume », relève du genre médiéval du miroir des princes, écrit par un conseiller à l'attention d'un souverain, composé de conseils et de préceptes moraux destinés à montrer au souverain la voie à suivre pour régner selon la volonté de Dieu. Hincmar avait déjà composé en 873 un texte de même nature, le De regis persona et regio ministerio. S'y ajoute une description du palais et des institutions carolingiennes. Le texte est organisé en deux parties : la première traite des responsabilités respectives des évêques et du roi, et du rapport entre le pouvoir séculier et l’Église ; la seconde est consacrée au gouvernement du royaume et de la cour, Hincmar le présentant de manière théorique (chapitres 4 et 5) puis abordant la gestion du royaume en pratique.
Hincmar a écrit le De ordine palatii à un âge avancé, après le 5 août 882, date de la mort du roi Louis III, et peu avant sa propre mort, le 21 décembre 882. Il a pu « déformer les institutions d'un passé déjà reculé » et c'est « un document qu’il faut utiliser avec précaution » .

## Manuscrits et éditions
Aucun manuscrit d'époque médiévale du De ordine Palatii n'est conservé au XXIe siècle. Une édition imprimée est publiée en 1602 à Mayence par le jésuite néerlandais Jean Buys (Johannes Busaeus en latin) dans ses Hincmari Rhemensis archiepiscopi, ante annos L. supra DCC. in Galliis celeberrimi epistolae d'après un manuscrit du Xe siècle conservé à la cathédrale de Spire en Allemagne ; ce manuscrit disparaît le 31 mai 1689 dans l'incendie de la cathédrale. L'édition de Buys est rééditée à plusieurs reprises jusqu'à la fin du XIXe siècle et l'édition de Maurice Prou publiée en 1885 est basée sur celle-ci. 

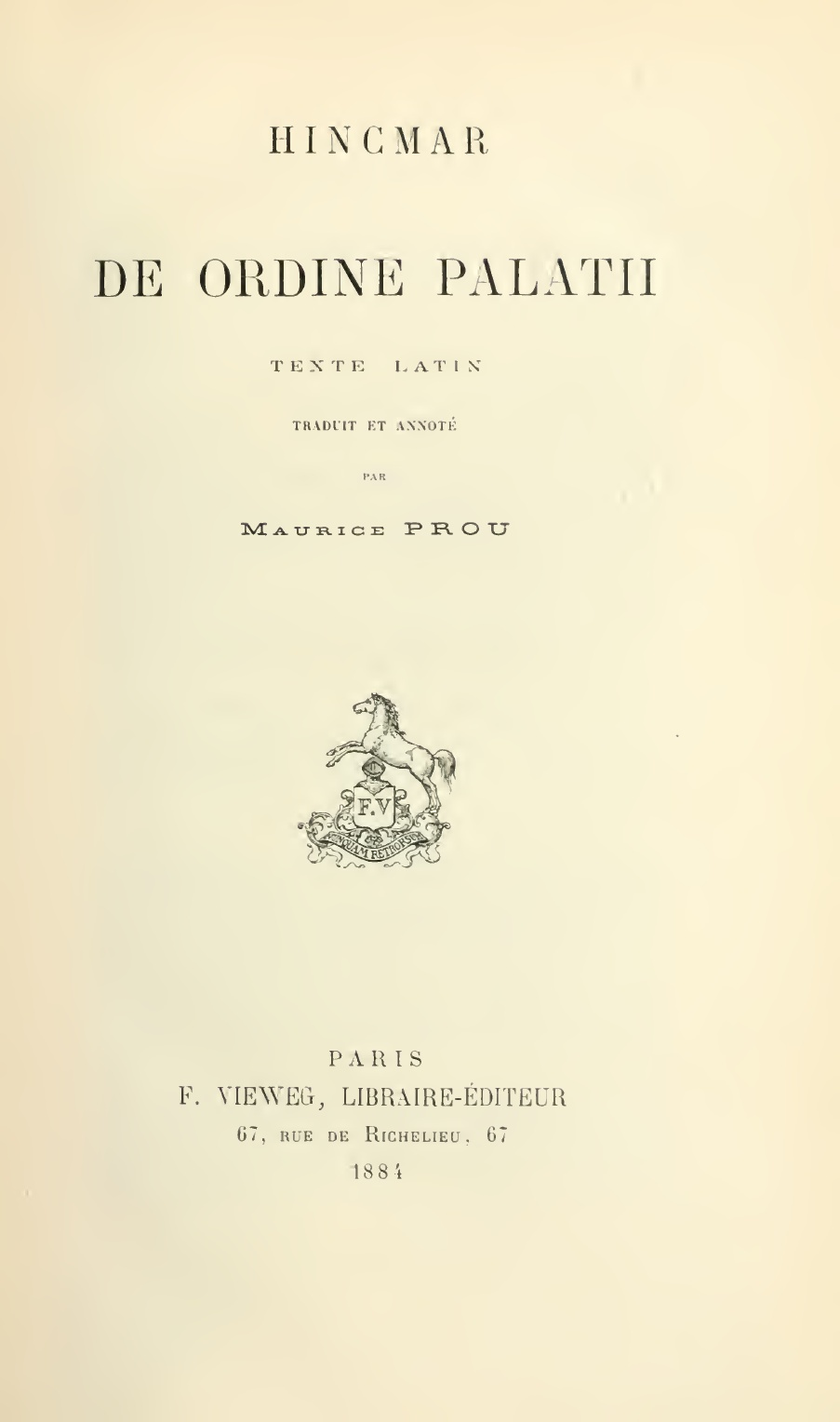
Page de titre de l'édition de Maurice Prou

En 1930, Karl Christ identifie à la bibliothèque de l’université de Bâle une copie de la seconde moitié du XVIe siècle du De ordine palatii dans une compilation de textes d'Hincmar de Reims qui appartenait à l'historien d'art, érudit et collectionneur bâlois Remigius Fesch ; l'édition publiée par Thomas Gross et Rudolf Schieffer s'appuie sur ce manuscrit.

### Éditions
- De ordine palatii Epistola, édition de Maurice Prou, Paris, F. Vieweg (collection : Bibliothèque de l'École des hautes études. Sciences philologiques et historiques ; 58), 1884, XLI-98 p. ; texte latin et traduction en français Lire en ligne sur  remacle.org .
- De ordine palatii. Hinkmar von Reims ; herausgegeben und übersetzt von Thomas Gross und Rudolf Schieffer, Hanovre, Hahn, 1980 (collection : Monumenta Germaniae historica. Fontes juris Germanici antiqui), 119 p.  (ISBN 3-7752-5127-8) ; texte latin et traduction en allemand Lire en ligne[10].

### Études
- Louis Halphen, « Le De Ordine Palatii d'Hincmar », dans Revue Historique, tome 183, fasc. 1, 1938, p. 1-9 Aperçu en ligne.
- (de) Jakob Schmidt, Hinkmars De ordine palatii und seine Quellen, thèse, université de Francfort, 1962.
- (de) Carl Richard Brühl, « Hinkmariana I. Hinkmar und die Verfasserschaft des Traktats De ordine palatii », dans Deutsches Archiv für Erforschung des Mittelalters, n° 29, 1964, p. 48-54.
- Jean Devisse, Hincmar, archevêque de Reims, 845-882, Genève, Droz, 1975-1976, 3 vol., tome 3, p. 990-201.